# پندوری کلان
پندوری کلان (به انگلیسی: Pundori Kalan) یک روستا در پاکستان است که در پنجاب واقع شده‌است.